# Guarigione del cieco di Gerico

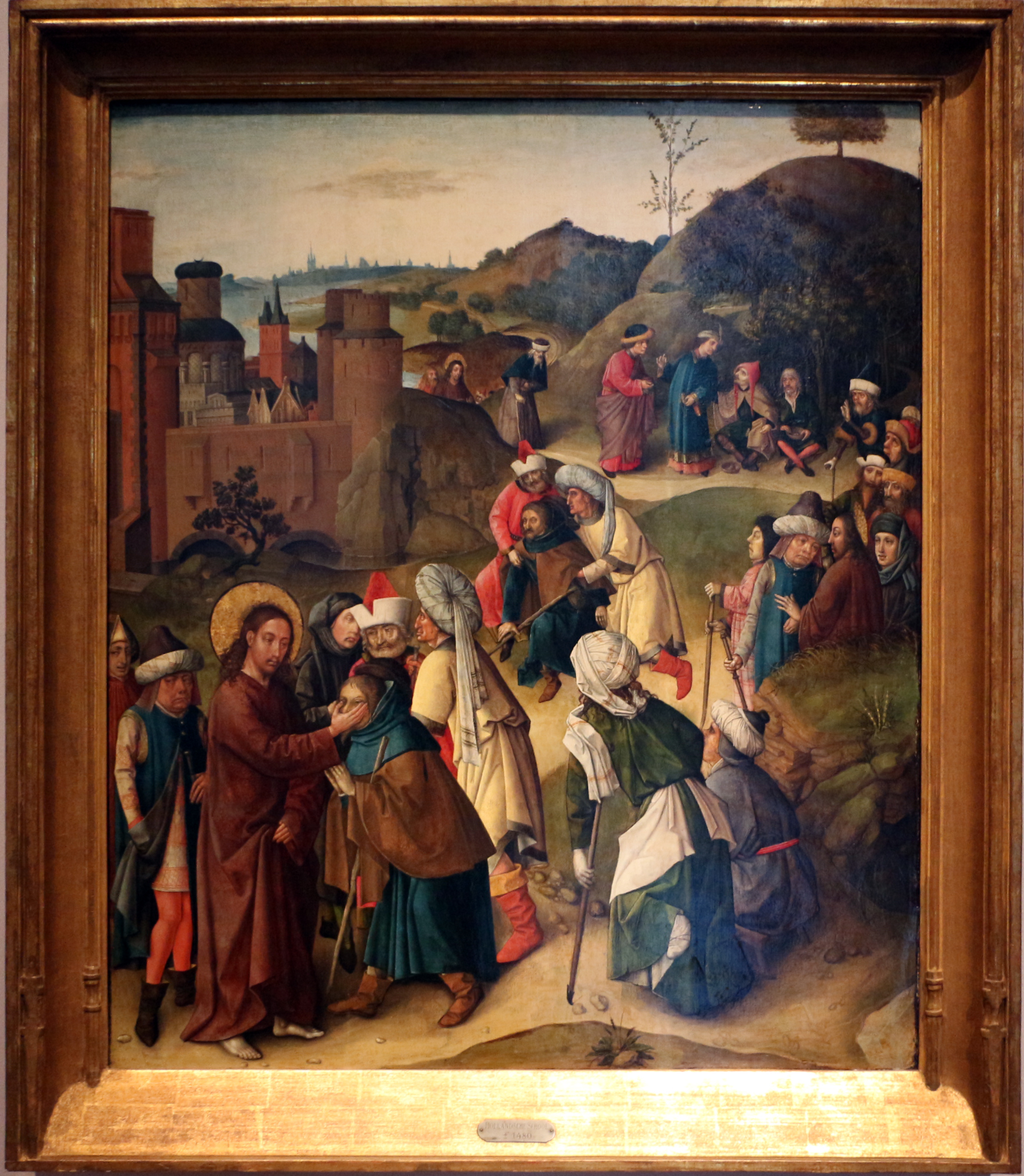
Maestro della raccolta della manna, Guarigione del cieco di Gerico, 1475 ca.

La guarigione del cieco di Gerico è uno dei miracoli di Gesù narrato nei tre vangeli sinottici (Mc10,46-52 ; Mt20,29-34 ;  Lc18,35-43). I vangeli di Marco e Matteo pongono il miracolo subito dopo la richiesta fatta a Gesù di far sedere i figli di Zebedeo alla propria destra e sinistra nel suo regno.

## Racconto evangelico
Seguendo la versione data dal Vangelo secondo Marco, il più antico, mentre Gesù parte da Gerico con i discepoli, incontra un cieco di nome Bartimeo che mendica lungo la strada: 
Sentendo dell'arrivo di Gesù, il cieco inizia a gridare "«Figlio di Davide, abbi pietà di me!»" e, nonostante molti lo sgridino perché taccia, Gesù lo fa chiamare e gli domanda "«Che vuoi che io ti faccia?»". Bartimeo risponde "«Rabbunì, che io riabbia la vista!»".
Il resoconto marciano si conclude con la guarigione miracolosa dell'infermo:
Il Vangelo secondo Matteo, sempre riferendosi alla partenza di Gesù da Gerico, racconta di due ciechi:
Anche nella versione matteana, i due ciechi sono sgridati dalla folla perché disturbano il Signore, il quale, dopo aver chiesto loro "«Che volete che io vi faccia?»", accoglie la loro supplica, "«Signore, che i nostri occhi si aprano!»", e li guarisce:
Nel Vangelo secondo Luca, si parla invece dell'arrivo di Gesù a Gerico:
Il cieco chiede aiuto a Gesù e, dopo esser stato rimproverato dalla folla per questo motivo, viene condotto da Gesù stesso che gli domanda "«Che vuoi che io faccia per te?»"; il cieco supplica "«Signore, che io riabbia la vista»" e Gesù risponde: 

### Differenze fra i racconti
Il racconto del miracolo si differenzia nei tre resoconti, essendo presentato dagli evangelisti con delle variazioni, in base alle proprie esigenze redazionali e teologiche, in merito al numero dei ciechi e sul momento in cui Gesù opera il miracolo stesso. 
Infatti, mentre in Marco e Luca il cieco è uno solo, Matteo narra di due ciechi; gli esegeti curatori del "Nuovo Grande Commentario Biblico" osservano come "Matteo abbrevia il racconto di Marco e raddoppia il numero dei ciechi, forse per evitare l'impressione che si trattasse di un semplice affare privato"; gli studiosi della École biblique et archéologique française (i curatori della Bibbia di Gerusalemme) notano, inoltre, che Matteo inserisce "due ciechi a Gerico (20,30) e due ciechi a Betsàida (9,27), miracolo che è un ricalco del precedente. Questa duplicazione dei personaggi può essere un procedimento stilistico di Matteo" e anche il teologo cristiano Rudolf Bultmann concorda sulla spiegazione della tecnica narrativa matteana in merito alla duplicazione dei personaggi.

 Inoltre, Marco e Matteo descrivono come Gesù incontri il cieco quando parte da Gerico, mentre invece Luca riporta che avviene quando sta arrivando a Gerico; gli esegeti dell'interconfessionale Bibbia TOB osservano che "in Mt20,29 e Mc10,46, questo miracolo ha luogo quando Gesù esce da Gerico, in Lc18,35 quando vi entra. È probabile che Lc anticipi questo episodio perché vuole collocare di seguito la conversione di Zaccheo e la parabola del principe che va all'incoronazione".